# Because the Night (Cascada-dal)
A Because the Night a Cascada német együttes harmadik kislemeze a Perfect Day albumról.

## Dallista
- Because the Night (Short Radio Edit)      - 2:58
- Because the Night (Original Mix)          - 5:32
- Because the Night (Styles & Breeze Remix) - 6:06
- Because the Night (Riffs & Rays Remix)    - 6:25
- Because the Night (Hypasonic Remix)       - 5:37
- Because the Night (The Hitmen Remix)      - 5:49
- Because the Night (Manox Remix)           - 6:19